# Callitriche cycloptera
Callitriche cycloptera är en grobladsväxtart som beskrevs av H.D. Schotsman. Callitriche cycloptera ingår i släktet lånkar, och familjen grobladsväxter. Inga underarter finns listade i Catalogue of Life.